# United States Census 1810
Der United States Census 1810 war die dritte Volkszählung in den USA seit 1790. Als Ergebnis der Auszählung wurde für die USA zum Stichtag 6. August 1810 eine Bevölkerungszahl von 7.239.881 Einwohnern ermittelt, wovon 1.191.362 Sklaven waren. Neu hinzugekommen zum Census war Louisiana.
Die Daten enthalten Angaben zum Namen des Familienoberhaupts, Anzahl der freien weißen Personen (Männer und Frauen; nach Altersstufen wie in 1800), Anzahl der freien Personen, Anzahl der Sklaven, Stadt oder Distrikt und Wohnort oder Wohndistrikt.
Die Daten der Volkszählung 1810 in den Staaten Georgia, Mississippi, New Jersey, Ohio und Tennessee sowie dem District of Columbia gingen verloren.
Die in den alle zehn Jahre stattfindenden Volkszählungen der Vereinigten Staaten ermittelten Einwohnerzahlen der Bundesstaaten sind der Schlüssel zur Festlegung der Anzahl der Abgeordneten aus diesen Bundesstaaten im Repräsentantenhaus der Vereinigten Staaten. Die Anpassung wird in der Regel im übernächsten Kongress nach einer Volkszählung vorgenommen.

## Bevölkerungsreichste Städte
Die bevölkerungsreichsten Städte der USA nach Einwohnerzahl im Jahr 1810.
| Rang | Stadt              | Bundesstaat          | Bevölkerung |
| ---- | ------------------ | -------------------- | ----------- |
| 1    | New York City      | New York             | 96.373      |
| 2    | Philadelphia       | Pennsylvania         | 53.722      |
| 3    | Baltimore          | Maryland             | 46.555      |
| 4    | Boston             | Massachusetts        | 33.787      |
| 5    | Charleston         | South Carolina       | 24.711      |
| 6    | Northern Liberties | Pennsylvania         | 19.874      |
| 7    | New Orleans        | Louisiana            | 17.242      |
| 8    | Southwark          | Pennsylvania         | 13.707      |
| 9    | Salem              | Massachusetts        | 12.613      |
| 10   | Albany             | New York             | 10.762      |
| 11   | Providence         | Rhode Island         | 10.071      |
| 12   | Richmond           | Virginia             | 9.735       |
| 13   | Norfolk            | Virginia             | 9.193       |
| 14   | Washington         | District of Columbia | 8.208       |
| 15   | Newport            | Rhode Island         | 7.907       |
| 16   | Newburyport        | Massachusetts        | 7.634       |
| 17   | Alexandria         | District of Columbia | 7.227       |
| 18   | Portland           | Maine                | 7.169       |
| 19   | Portsmouth         | New Hampshire        | 6.934       |
| 20   | Nantucket          | Massachusetts        | 6.807       |
| 21   | Gloucester         | Massachusetts        | 5.943       |
| 22   | Schenectady        | New York             | 5.903       |
| 23   | Marblehead         | Massachusetts        | 5.900       |
| 24   | New Haven          | Connecticut          | 5.772       |
| 25   | Petersburg         | Virginia             | 5.668       |
| 26   | New Bedford        | Massachusetts        | 5.651       |
| 27   | Lancaster          | Pennsylvania         | 5.405       |
| 28   | Savannah           | Georgia              | 5.215       |
| 29   | Charlestown        | Massachusetts        | 4.959       |
| 30   | Georgetown         | District of Columbia | 4.948       |
| 31   | Pittsburgh         | Pennsylvania         | 4.768       |
| 32   | Beverly            | Massachusetts        | 4.608       |
| 33   | Brooklyn           | New York             | 4.402       |
| 34   | Middleborough      | Massachusetts        | 4.400       |
| 35   | Lexington          | Kentucky             | 4.326       |
| 36   | Plymouth           | Massachusetts        | 4.228       |
| 37   | Lynn               | Massachusetts        | 4.087       |
| 38   | Hudson             | New York             | 4.048       |
| 39   | Hartford           | Connecticut          | 3.955       |
| 40   | Reading            | Pennsylvania         | 3.462       |
| 41   | New London         | Connecticut          | 3.238       |
| 42   | Trenton            | New Jersey           | 3.002       |
| 43   | Elizabeth          | New Jersey           | 2.977       |
| 44   | Norwich            | Connecticut          | 2.976       |
| 45   | York               | Pennsylvania         | 2.847       |
| 46   | Cincinnati         | Ohio                 | 2.540       |